# Digawana
Digawana is een dorp in het district Southern in Botswana. De plaats telt 3296 inwoners (2011).